# Calvi dell’Umbria
Calvi dell'Umbria település Olaszországban, Terni megyében. Lakosainak száma 1688 fő (2023. január 1.). Calvi dell’Umbria Configni, Gallese, Magliano Sabina, Montebuono, Narni, Otricoli, Stroncone, Torri in Sabina és Vacone községekkel határos.

## Népesség
A település népességének változása:
| Lakosok száma | 1830 | 1796 | 1688 |
|               | 2017 | 2018 | 2023 |